# Далбеговци
Далбеговци (на македонска литературна норма: Далбеговци) е село в южната част на Северна Македония, община Новаци.

## География
Селото е разположено в западните склонове на Селечката планина, източно от град Битоля.

## История
В XIX век Далбеговци е село в Битолска кааза на Османската империя. Според статистиката на Васил Кънчов („Македония. Етнография и статистика“) от 1900 година Далбеювци има 340 жители, от които 255 българи християни и 85 турци.
На Етнографската карта на Битолския вилает на Картографския институт в София от 1901 година Далбеговци е чисто българско село в Битолската каза на Битолския санджак с 22 къщи.
В началото на XX век християнското население на селото е под върховенството на Българската екзархия. По данни на секретаря на екзархията Димитър Мишев („La Macédoine et sa Population Chrétienne“) в 1905 година в Далбеговци има 144 българи екзархисти.
Според преброяването от 2002 година селото има 178 жители, всички северномакедонци.
| Националност     | Всичко |
| северномакедонци | 178    |
| албанци          | 0      |
| турци            | 0      |
| роми             | 0      |
| власи            | 0      |
| сърби            | 0      |
| бошняци          | 0      |
| други            | 0      |

Църквата в селото „Свети Възнесение Господне“ („Свети Спас“) е изградена в 2005 година, в непосредствена близост до селото, с фасадни черевин тухли. Храмът е с три кубета, засводен с полукръгъл свод, двукорабен, с вход от южната страна, декориран с фрески и икони. Селски празник им е Великден.

## Личности
Родени в Далбеговци
- Гроздан Иве, арестуван през август 1903 година, обвинен за „опит за убийство на полковника, каймакамина и други служители и започване на бунт“, осъден на 4 години затвор в крепост, заточен в Диарбекир, амнистиран с общата амнистия от 12 април 1904 година[6]
- Цветан Кръсте, арестуван през август 1903 година, обвинен за „опит за убийство на полковника, каймакамина и други служители и започване на бунт“, осъден на 4 години затвор в крепост, заточен в Диарбекир, амнистиран с общата амнистия от 12 април 1904 година[6]